# یاربیتسه (لوزنیتسا)
یاربیتسه (به صربی: Jarebice) یک منطقهٔ مسکونی در صربستان است که در لوزنیسا واقع شده‌است.